# Ten Bells

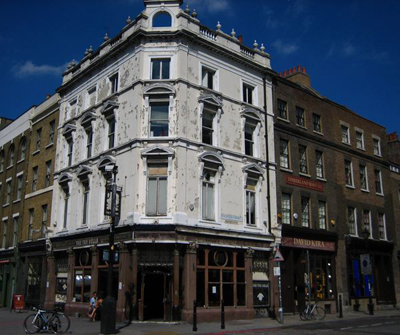

Ten Bells es un histórico pub en la esquina de calle Fournier y Comercial en el barrio de Spitalfields, ubicado al East End de Londres.
Es famoso mundialmente por tener más de 250 años y haber sido concurrido por Annie Chapman y Mary Jane Kelly, e incluso probablemente por el mismo Jack el Destripador.

## Historia
El bar ha existido de una forma u otra desde al menos mediados del siglo XVIII y originalmente se encontraba en un sitio conocido como 12 Red Lion Street, a solo unos metros de distancia.
En 1851 el edificio original fue derribado como parte del rediseño de la calle Commercial y la propietaria, la cervecería Truman's, trasladó Ten Bells a su ubicación actual.
La denominación del pub es de la rueda de campanas, y ambas han variado con el tiempo, de la cercana Iglesia de Cristo. El nombre inspiró a J. K. Rowling para llamar parecido a un bar mágico, Las Tres Campanas, en su novela Harry Potter y el prisionero de Azkaban.
En 1755 se llamaba «Eight Bells Alehouse» (Cervecería las Ocho Campanas).  El nombre cambió en 1788 cuándo la iglesia instaló una nueva rueda de nueve campanas y finalmente al actual en 1794, con la rueda actual. Hay registros de que hubo doce campanas y ocho hasta 1836, cuando volvieron las diez.
En 1973 el edificio fue designado como un monumento clasificado (grado II) y goza de protección estatal.

## Jack el Destripador
Algunos retazos de la historia de Jack el Destripador se vinculan con el pub: Mary Jane Kelly atraía clientes en él y Annie Chapman lo visitó poco antes de ser asesinada. Además, es muy probable que el asesino haya bebido en Ten Bells o al menos lo visitara para observar a sus posibles víctimas.
De 1976 a 1988 el bar se llamaba «Jack the Ripper» y exhibía recuerdos, como fotografías y recortes de periódicos, del caso en las paredes. La cervecería Truman's ordenó el renombre después de una campaña larga por Reclama la noche, quienes criticaban que un asesino de mujeres no fuera conmemorado de esa manera.
El pub es mencionado en From Hell, serie de historietas del escritor Alan Moore y el artista Eddie Campbell publicadas en los años 1990. La adaptación cinematográfica, Desde el infierno, también lo presenta e incluye una escena que muestra al inspector (interpretado por Johnny Depp) tomando una copa con la joven víctima Mary Jane Kelly.

## Legado
El interior del pub está decorado de piso a techo con azulejos victorianos originales. Dos de las paredes cuentan con un esquema de azulejos de patrón floral azul y blanco y hay un colorido dado de azulejos que recorre la habitación. De particular interés es el mural de azulejos pintados en la pared en el lado norte del edificio, titulado Spitalfields en los Viejos Tiempos, que conmemora el patrimonio de tejido de la zona y data de finales del siglo XIX.
Ten Bells fueron renovadas en diciembre de 2010 para mostrar completamente la herencia victoriana y decoración con imágenes emblemáticas del siglo XX. Se adicionó un nuevo mural, titulado Spitalfields en los Tiempos Modernos, pintado por el artista Ian Harper.
En octubre de 2011 Ten Bells apareció en la serie Jamie's Great Britain, del chef Jamie Oliver. El tatarabuelo de Oliver fue propietario del pub durante los años 1880.